# Will Berson
Will Berson (* 20. Jahrhundert) ist ein US-amerikanischer Drehbuchautor.

## Leben
Berson wuchs in New York City auf. Berson studierte Improvisation und trat am New Yorker Upright Citizens Brigade Theatre in Erscheinung.
Berson ist seit Ende der 1990er Jahre im Film- und Fernsehgeschäft tätig. Zunächst war er als Schreibassistent an der Serie Chaos City beteiligt, ebenso an den Serien Welcome to New York, Scrubs – Die Anfänger und Mitte der 2000er Jahre an Arrested Development. Bei Scrubs wurde 2003 eines seiner Drehbücher auch erstmals für eine Folge als Grundlage verwendet. 2004 und 2005 folgten weitere realisierte Drehbücher. 2008 gehörte Berson zum Drehbuchteam der Zeichentrickserie Mighty B! Hier kommt Bessie.
Der 2021 veröffentlichte Film Judas and the Black Messiah ist die erste realisierte Filmproduktion, an der Berson beteiligt war. Er hatte ein Skript mit dem Titel The Assassination of Chairman Fred Hampton by the Closet Queen Mulatto Edgar Hoover verfasst, konnte aber jahrelang kein Interesse an einer filmischen Umsetzung, die auch finanziert würde, wecken. Berson schrieb das Ursprungsskript innerhalb von vier Monaten im Jahr 2015. Die Idee, sich des Themas der Ermordung von Fred Hampton anzunehmen, entstand vor dem Hintergrund der Ermordung mehrerer Afroamerikaner durch die Polizei im Sommer 2014. Schließlich tat er sich mit Shaka King zusammen und es entstand in gemeinsamer Arbeit mit den Brüdern Kenny und Keith Lucas, die an der Storyentwicklung mitwirkten, schlussendlich ein Drehbuch. King übernahm dann auch die Regie.
Berson, King und die Luacs-Brüder wurden für die Oscarverleihung 2021 für den Preis in der Kategorie Bestes Originaldrehbuch nominiert. Hinzu kam jeweils die Nominierung für den Black Reel Award und für den Writers Guild of America Award.